# Nephrotoma paulianana
Nephrotoma paulianana är en tvåvingeart som beskrevs av Alexander 1957. Nephrotoma paulianana ingår i släktet Nephrotoma och familjen storharkrankar.
Artens utbredningsområde är Réunion. Inga underarter finns listade i Catalogue of Life.